# Весёловское сельское поселение (Крым)
Весёловское се́льское поселе́ние (укр. Веселівське сільське поселення
крымскотат. Весёловка кой юрту, Отар кой юрту) — муниципальное образование в составе Сакского района Республики Крым России.

## География
Поселение расположено на северо-западе района, в степном Крым. Граничит на западе с городским округом Евпатория, на северо-западе, через озеро Донузлав и севере — с Черноморским районом, на востоке с Добрушинским и на юге в Воробьёвским сельскими поселениями.
Площадь поселения 162,03 км².
Основная транспортная магистраль: автодорога 35К-013 Черноморское — Евпатория (по украинской классификации — автодорога Т-01-08).

## Население
| 2001  | 2014  | 2015  | 2016  | 2017  | 2018  | 2019  |
| ----- | ----- | ----- | ----- | ----- | ----- | ----- |
| 2925  | ↘2443 | ↗2448 | ↘2447 | ↘2438 | ↗2443 | →2443 |
| 2020  | 2021  |       |       |       |       |       |
| ↘2418 | ↘2379 |       |       |       |       |       |

## Состав сельского поселения
В состав поселения входят 4 населённых пункта:
| № | Населённый пункт | Тип населённого пункта | Население на 2014 год |
| - | ---------------- | ---------------------- | --------------------- |
| 1 | Весёловка        | село, центр            | ↘1390                 |
| 2 | Властное         | село                   | ↘3                    |
| 3 | Наташино         | село                   | ↘979                  |
| 4 | Порфирьевка      | село                   | ↘71                   |

## История
5 сентября 1985 года был создан Весёловский сельский совет выделением сёл из соседних сельсоветов. С 12 февраля 1991 года сельсовет в восстановленной Крымской АССР, 26 февраля 1992 года переименованной в Автономную Республику Крым. С 21 марта 2014 года в составе Крыма аннексировано Россией. Законом «Об установлении границ муниципальных образований и статусе муниципальных образований в Республике Крым» от 4 июня 2014 года территория административной единицы была объявлена муниципальным образованием со статусом сельского поселения.